# Nagroda im. Kierbedziów

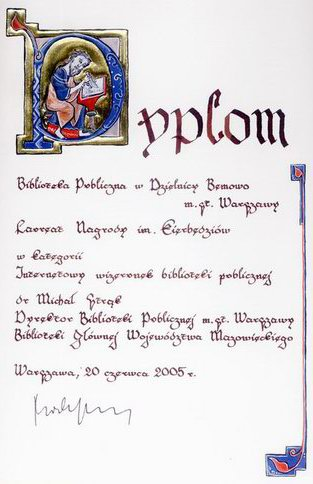
Dyplom Nagrody im. Kierbedziów przyznany Bibliotece Bemowo

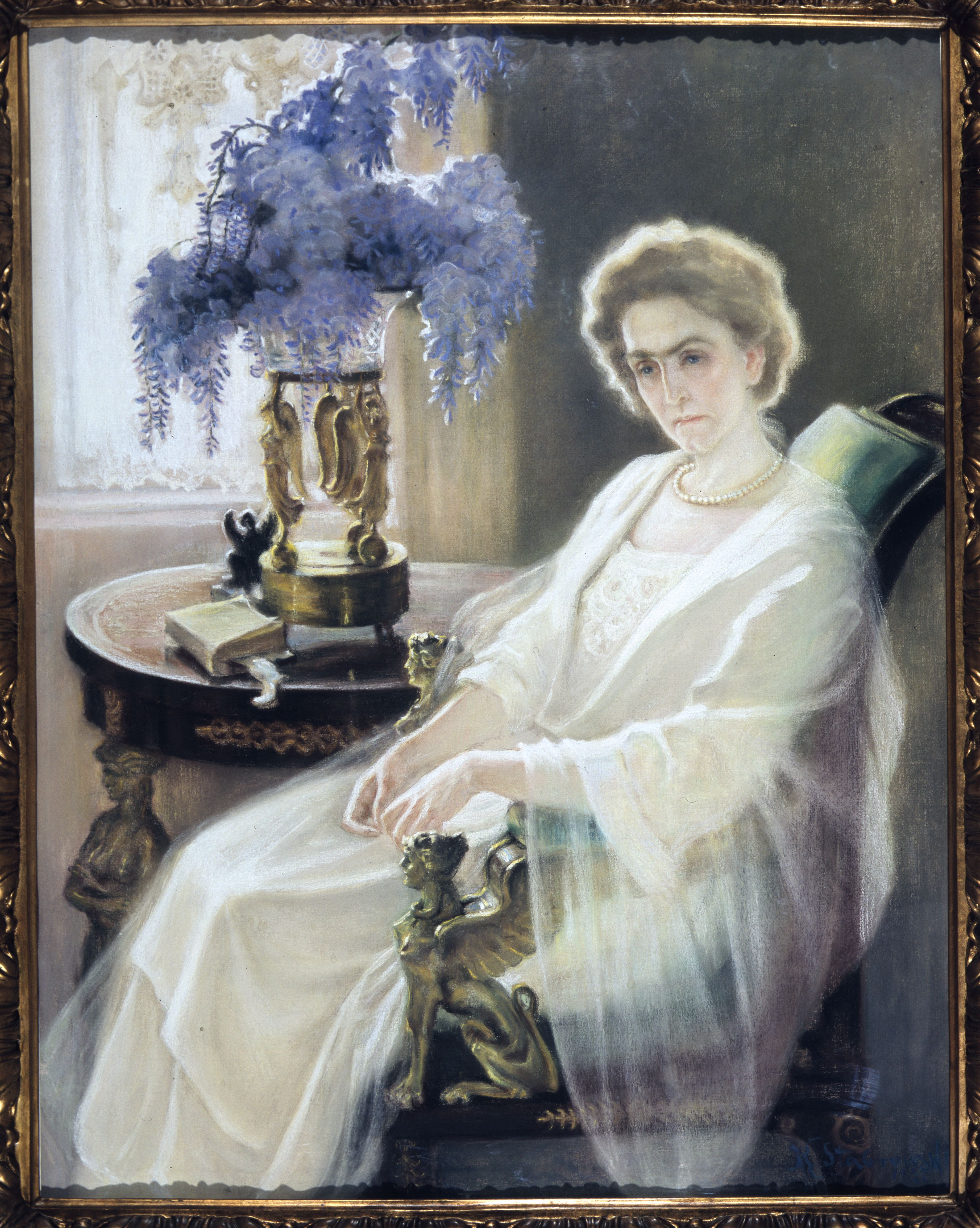
Portret Eugenii Kierbedziowej

Nagroda im. Kierbedziów – nagroda przyznawana od 2005 roku w celu wspierania inicjatyw związanych z rozwojem placówek bibliotecznych Warszawy i Mazowsza.

## Historia i opis
Nagroda im. Kierbedziów została ustanowiona przez Bibliotekę Publiczną m.st. Warszawy (Bibliotekę Główną Województwa Mazowieckiego) na cześć fundatorów jej zabytkowej siedziby – Eugenii i Stanisława Kierbedziów.
Laureaci Nagrody to współcześni „Kierbedziowie” – osoby i instytucje szczególnie zaangażowane w działalność na rzecz książki, bibliotekarstwa i czytelnictwa.
Wyróżnienie przyznaje specjalne kolegium, kategorie nagród są zmienne i uzależnione m.in. od roli społecznej bibliotek. 

## Laureaci w roku 2024
- w kategorii „Działalność Kulturalna”: Biblioteka Publiczna w Dzielnicy Rembertów m.st. Warszawy
- w kategorii „Działalność Kulturalna”: Gminna Biblioteka Publiczna w Czosnowie (pow. nowodworski)
- w kategorii „Działalność Kulturalna”: Gminna Biblioteka Publiczna w Wąsewie (pow. ostrowski)
- w kategorii „Działalność Biblioteczna”: Gminna Biblioteka Publiczna w Sarnakach (pow. łosicki)
- w kategorii „Działalność Biblioteczna”: Biblioteka Publiczna w Łomiankach (pow. warszawski zachodni)
- w kategorii „Działalność Biblioteczna”: Powiatowo-Miejska Biblioteka Publiczna w Żurominie
- w kategorii „Działalność Regionalna”: Powiatowy Instytut Kultury w Iłży (pow. radomski)
- w kategorii „Samorząd Przyjazny Bibliotece”: Krzysztof Strzałkowski, Burmistrz Dzielnicy Wola m.st. Warszawy
- w kategorii „Samorząd Przyjazny Bibliotece”: Daniel Putkiewicz, Burmistrz Miasta i Gminy Piaseczno
- w kategorii „Zasłużony Dla Mazowsza”: Anna Grędzińska, dyrektor Biblioteki Publicznej w Dzielnicy Wola m.st. Warszawy[1]

## Laureaci w roku 2023
- w kategorii „Zasłużony dla bibliotek Mazowsza w 2023 roku” – Ewa Borkowska
- w kategorii „Działalność kulturalna” dla Biblioteki Publicznej im. Władysława Grabskiego w Dzielnicy Ursus m.st. Warszawy
- w kategorii „Działalność kulturalna” dla Miejskiej Biblioteki Publicznej im. Marii Dąbrowskiej w Ostrowi Mazowieckiej
- w kategorii „Działalność kulturalna” dla Miejskiej Biblioteki Publicznej im. Zofii Nałkowskiej w Wołominie
- w kategorii „Działalność kulturalna” dla Gminnej Biblioteki Publicznej w Przyłęku
- w kategorii „Działalność biblioteczna” dla Miejsko-Gminnej Biblioteki Publicznej im. Wacława Skarbimira Laskowskiego w Grójcu
- w kategorii „Działalność biblioteczna”  dla Miejskiej Biblioteki Publicznej w Otwocku
- w kategorii „Działalność biblioteczna” dla Gminnej i Powiatowej Biblioteki Publicznej w Rzeczniowie
- w kategorii „Działalność biblioteczna” dla Gminnej Biblioteki Publicznej w Klembowie (pow. wołomiński)
- w kategorii „Pielęgnowanie tożsamości regionalnej” dla Biblioteki Publicznej im. Księdza Jana Twardowskiego w Dzielnicy Praga-Północ m.st. Warszawy
- w kategorii „Samorząd przyjazny bibliotece” dla Jerzego Bauera Burmistrza Miasta Ostrów Mazowiecka
- w kategorii „Samorząd przyjazny bibliotece” dla Rafała Mathiaka Wójta Gminy Klembów
- w kategorii „Wydawnictwo przyjazne bibliotekom” dla Wydawnictwa Tatarak[2]

## Laureaci w roku 2022
- w kategorii „Zasłużony dla bibliotek Mazowsza w 2022 roku” – Elżbieta Stąpór
- w kategorii „Praca z czytelnikiem” dla Miejskiej Biblioteki Publicznej w Kobyłce
- w kategorii „Praca z czytelnikiem” dla Biblioteki Publicznej w Dzielnicy Białołęka m.st. Warszawy- Wypożyczalni dla Dorosłych i Dzieci Nr 124- „Zielona”
- w kategorii „Działalność instrukcyjno-metodyczna” dla Miejsko- Gminnej Biblioteki Publicznej im. Ireny Ostaszyk w Mordach
- w kategorii „Działalność instrukcyjno-metodyczna” dla Biblioteki Publicznej im. Zygmunta Jana Rumla w Dzielnicy Praga- Południe m.st. Warszawy
- w kategorii „Pielęgnowanie tożsamości regionalnej” dla Miejsko- Gminnej Biblioteki Publicznej im. ks. Władysława Skierkowskiego w Myszyńcu
- w kategorii „Pielęgnowanie tożsamości regionalnej” dla Biblioteki Publicznej w Dzielnicy Włochy m.st. Warszawy
- w kategorii „Działalność kulturalna” dla Miejskiej Biblioteki Publicznej im. Zofii Nałkowskiej w Sierpcu
- w kategorii „Działalność kulturalna” dla Gminnej Biblioteki Publicznej w Bulkowie
- w kategorii „Współpraca biblioteki z samorządem” dla Stanisława Duszczyka Wójta Gminy Siennica oraz Gminnej Biblioteki Publicznej w Siennicy[3]

## Laureaci w roku 2021
- w kategorii „Zasłużony dla bibliotek Mazowsza w 2021 roku” – Mieczysław Romanik
- w kategorii „Praca z czytelnikiem” dla Biblioteki Publicznej w Dzielnicy Bemowo m.st. Warszawy
- w kategorii „Praca z czytelnikiem” dla Gminna Biblioteka Publiczna w Krasnem
- w kategorii „Działalność instrukcyjno-metodyczna” dla Biblioteki Publicznej w Ożarowie Mazowieckim
- w kategorii „Pielęgnowanie tożsamości regionalnej” dla Biblioteki Publicznej w Broku
- w kategorii „Działalność kulturalna” dla Powiatowej Instytucji Kultury w Legionowie
- w kategorii „Działalność kulturalna” dla Biblioteka na Tynieckiej w Dzielnicy Mokotów m.st. Warszawy[4]

## Laureaci w roku 2020
- w kategorii „Praca z czytelnikiem” dla Biblioteki Publicznej im. Stanisława Staszica m.st. Warszawy w Dzielnicy Bielany
- w kategorii „Działalność instrukcyjno-metodyczna” dla Miejskiej Biblioteki Publicznej im. Wiktora Gomulickiego w Ostrołęce
- w kategorii „Pielęgnowanie tożsamości regionalnej” dla Powiatowej Biblioteki Publicznej im. Heleny i Stefana Nasfeterów w Wołominie
- w kategorii „Działalność kulturalna” dla Biblioteki Publicznej w Dzielnicy Wesoła m.st. Warszawy
- w kategorii „Działalność kulturalna” dla Miejskiej Biblioteki Publicznej w Mińsku Mazowieckim
- w kategorii „Zasłużony dla bibliotek Mazowsza w 2020 roku” – Anna Skubisz-Szymanowska, była dyrektorka Miejskiej Biblioteki Publicznej w Radomiu[4]

## Laureaci w roku 2019
- w kategorii „Działalność na rzecz środowiska lokalnego” dla Biblioteki Publicznej Gminy Pomiechówek
- w kategorii „Kreowanie nowoczesnego wizerunku biblioteki” dla Biblioteki Publicznej Gminy Grodzisk Mazowiecki
- w kategorii „Kreowanie nowoczesnego wizerunku biblioteki” dla Biblioteki Publicznej w Dzielnicy Wawer m.st. Warszawy
- w kategorii „Działalność wielokulturowa” dla Gminnej Biblioteki Publicznej w Raszynie
- w kategorii „Działalność wielokulturowa” dla Biblioteki Publicznej im. Zygmunta Jana Rumla w Dzielnicy Praga-Południe m.st. Warszawy
- w kategorii „Działalność na rzecz osób niepełnosprawnych” dla Miejskiej Biblioteki Publicznej im. Zofii Nałkowskiej w Przasnyszu
- w kategorii „Działalność instrukcyjno-metodyczna i wydawnicza” dla Książnicy Pruszkowskiej im. Henryka Sienkiewicza
- w kategorii „Rozwój i modernizacja sieci bibliotecznej” dla Biblioteki Publicznej Miasta i Gminy Piaseczno
- w kategorii „Samorząd przyjazny bibliotece” dla Jacka Kowalskiego Burmistrza Miasta Nowy Dwór Mazowiecki
- w kategorii „Samorząd przyjazny bibliotece” dla Dariusza Tomasza Bieleckiego Wójta Gminy Pomiechówek
- za inspirowanie debat o historii Warszawy i Mazowsza dla prof. dr hab. Mariana Marka Drozdowskiego
- za upowszechnianie wiedzy o historii i współczesności Warszawy dla Joanny Jaszek-Bieleckiej[5]

## Laureaci w roku 2018
- w kategorii „Samorząd przyjazny bibliotece” dla Tadeusza Mikulskiego, Burmistrza Miasta Garwolin
- w kategorii „Samorząd przyjazny bibliotece” dla Janusza Budnego, Wójta Gminy Wiązowna
- w kategorii „Rozwój sieci bibliotecznej” dla Biblioteki Publicznej im. Juliana Ursyna Niemcewicza w Dzielnicy Ursynów m.st. Warszawy
- w kategorii „Nowoczesny wizerunek biblioteki” dla Biblioteki Publicznej w Dzielnicy Wilanów m.st. Warszawy
- w kategorii „Działalność na rzecz osób niepełnosprawnych” dla Biblioteki Publicznej w Dzielnicy Wola m.st. Warszawy
- w kategorii „Praca z czytelnikiem dziecięcym” dla Miejskiej Biblioteki Publicznej im. Bolesława Prusa w Mławie
- w kategorii „Działalność na rzecz bibliotek publicznych w powiecie” dla Miejskiej Biblioteki Publicznej w Sochaczewie
- w kategorii „Pielęgnowanie tożsamości regionalnej” dla Miejskiej Biblioteki Publicznej im. Józefa A. i Andrzeja S. Załuskich w Radomiu
- w kategorii „Działalność na rzecz społeczności lokalnej” dla Miejskiej Biblioteki Publicznej w Legionowie
- Nagroda im. Kierbedziów za „Upowszechnianie dziejów Biblioteki” dla Joanny Popłońskiej
- Nagroda im. Kierbedziów za cykl „Tłuszczańskie Biesiady z Książką” dla Biblioteki Publicznej w Tłuszczu
- Nagroda im. Kierbedziów za prowadzenie cyklu debat poświęconych Azji dla prof. dr hab. Krzysztofa Gawlikowskiego[5]

## Laureaci w roku 2011
- w kategorii „Innowacyjne formy pracy z czytelnikiem dziecięcym”: Biblioteka Publiczna im. W.J. Grabskiego w Dzielnicy Ursus m.st. Warszawy
- w kategorii „Pielęgnowanie tożsamości regionalnej”: Powiatowa i Miejska Biblioteka Publiczna im. H. Sienkiewicza w Pruszkowie
- w kategorii „Działalność na rzecz społeczności lokalnej”: Publiczna Biblioteka Samorządowa w Krasnosielcu
- w kategorii „Działalność na rzecz bibliotek publicznych w powiecie”: Książnica Płocka im. W. Broniewskiego
- w kategorii „Samorząd przyjazny bibliotece”: Marian Soszyński, Burmistrz Gminy Kałuszyn i Dariusz Łukaszewski, Wójt Gminy Kadzidło[5]

## Laureaci w roku 2009
- w kategorii „Innowacyjne formy pracy z czytelnikiem dziecięcym”: Biblioteka Publiczna w Dzielnicy Białołęka m.st. Warszawy
- w kategorii „Pielęgnowanie tożsamości regionalnej”: Gminna Biblioteka Publiczna w Kadzidle (powiat ostrołęcki)
- w kategorii „Działalność na rzecz społeczności lokalnej”: Miejska Biblioteka Publiczna w Siedlcach
- w kategorii „Działalność na rzecz bibliotek publicznych w powiecie”: Miejska Biblioteka Publiczna im. J.A. i A.S. Załuskich w Radomiu
- w kategorii „Internetowy wizerunek biblioteki publicznej”: Miejska Biblioteka Publiczna w Nowym Dworze Mazowieckim[5]

## Laureaci w roku 2008
- za pracę z młodym czytelnikiem: Miejska Biblioteka Publiczna im. Z. Nałkowskiej w Wołominie
- za pielęgnowanie tożsamości regionalnej: Miejsko-Gminna Biblioteka Publiczna im. J. Kochanowskiego w Zwoleniu
- za działalność na rzecz społeczności lokalnej: Miejsko-Gminna Biblioteka Publiczna im. C. Norwida w Wyszkowie
- za budowanie wspólnoty lokalnej w Osiedlu Anin: Biblioteka Publiczna w Dzielnicy Wawer m.st. Warszawy
- za działalność na rzecz bibliotek publicznych w powiecie: Miejska Biblioteka Publiczna w Mińsku Mazowieckim
- za działalność na rzecz bibliotek publicznych w powiecie: 6. Powiatowa Miejsko-Gminna Biblioteka Publiczna w Przysusze
- za komputeryzację placówek bibliotecznych w Dzielnicy: Biblioteka Publiczna w Dzielnicy Śródmieście m. st. Warszawy
- za rzeczowe i finansowe wspieranie inicjatyw kulturalnych Miejskiej Biblioteki Publicznej w Płońsku: Leonard Napiórkowski
- za wkład w organizowanie sesji varsavianistycznych i wspieranie inicjatyw bibliofilskich Biblioteki: Michał Hilchen[5]

## Laureaci w roku 2007
- Władysław Bartoszewski – za wielką hojność darczyńcy i niezawodną przyjaźń okazywaną Bibliotece
- Mieczysław Bieleń – za bezinteresowne wspieranie bibliofilskich inicjatyw Koszykowej
- Małgorzata i Wiesław Faberowie – za czułą opiekę nad dawną książką i mistrzowską konserwację najcenniejszych zbiorów
- Ksiądz Krzysztof Gonet – za szczodrą pomoc w komputeryzacji bibliotek publicznych Mazowsza
- Ewa Jakubowska – za wysokie walory artystyczne projektów plastycznych i ciche współtworzenie genius loci
- Adam Kilian – za inspirowanie i aranżację wystaw propagujących twórczość dla dzieci
- Roman Nowoszewski – za nieoceniony wkład w działalność wydawniczą Biblioteki
- Joanna Papuzińska-Beksiak – za wieloletnie zaangażowanie we wszechstronny rozwój Muzeum Książki Dziecięcej
- Hanna Widacka – za bezinteresowną pomoc w opracowaniu zbiorów specjalnych Działu Sztuki i Rzemiosł Artystycznych[5]

## Laureaci w roku 2006
- w kategorii „Praca z młodym czytelnikiem” – Miejsko-Gminna Biblioteka Publiczna w Iłży
- w kategorii „Pielęgnowanie tożsamości regionalnej” – Miejska Biblioteka Publiczna im. Wiktora Gomulickiego w Ostrołęce
- w kategorii „Internetowy wizerunek biblioteki publicznej” – Biblioteka Publiczna w Łomiankach oraz Biblioteka Publiczna w Dzielnicy Włochy m. st. Warszawy
- w kategorii „Działalność na rzecz mieszkańców dzielnicy” – Biblioteka Publiczna im. Juliana Ursyna Niemcewicza w Dzielnicy Ursynów m.st. Warszawy
- w kategorii „Samorządy przyjazne bibliotece” – Jan Krzysztof Białek, burmistrz Tłuszcza.

## Laureaci w roku 2005
- w kategorii „Praca z młodym czytelnikiem” – Biblioteka dla dzieci im. Wandy Chotomskiej w Płocku oraz Biblioteka dla Dzieci i Młodzieży nr 45 w Dzielnicy Praga Południe m.st. Warszawy
- w kategorii „Pielęgnowanie tożsamości regionalnej” – Biblioteka Publiczna Gminy Kozienice im. ks. Franciszka Siarczyńskiego
- w kategorii „Internetowy wizerunek biblioteki publicznej” – Biblioteka Publiczna w Dzielnicy Bemowo m. st. Warszawy
- w kategorii „Działalność na rzecz bibliotek publicznych w powiecie” – Miejsko-Powiatowa Biblioteka Publiczna w Garwolinie
- w kategorii „Samorządy przyjazne bibliotece” – Samorządy Miasta Mińsk Mazowiecki i Powiatu Mińskiego oraz Samorząd Gminy Lesznowola[5].